# Stoyan Deltchev
Stoyan Deltchev (en bulgare : Стоян Делчев), né le 3 juillet 1959 à Plovdiv était un gymnaste bulgare. Il a été champion olympique à la barre fixe ainsi que champion d'Europe au concours général individuel.

## Palmarès

### Jeux olympiques
- Moscou 1980
  -  médaille d'or à la barre fixe
  -  médaille de bronze au concours général individuel

### Championnats du monde
- Strasbourg 1978
  -  médaille de bronze au cheval d'arçons
  -  médaille de bronze à la barre fixe

### Championnats d'Europe
- Vilna 1977
  -  médaille d'or à la barre fixe

- Essen 1979
  -  médaille d'or au concours général individuel
  -  médaille d'or au sol
  -  médaille d'argent à la barre fixe
  -  médaille de bronze au saut de cheval